# Lieure
Die Lieure ist ein kleiner Fluss in Frankreich, der im Département Eure in der Region Normandie verläuft. Sie entspringt im Gemeindegebiet von Lorleau, entwässert generell Richtung Südwest durch den Staatsforst Forêt Domaniale de Lyons und mündet nach rund 15 Kilometern im Gemeindegebiet von Fleury-sur-Andelle als linker Nebenfluss in die Andelle. In ihrem Mündungsabschnitt wird die Lieure zur industriellen Nutzung mehrfach in die Andelle zu- und wieder abgeleitet, mündet jedoch erst südlich des Stadtzentrums.

## Orte am Fluss
(Reihenfolge in Fließrichtung)
- Lorleau
- Lyons-la-Forêt
- Villaine, Gemeinde Lyons-la-Forêt
- Rosay-sur-Lieure
- Ménesqueville
- Charleval
- Fleury-sur-Andelle

## Sehenswürdigkeiten
- Château de Rosay, Schloss aus dem 17. Jahrhundert am Flussufer bei Rosay-sur-Lieure – Monument historique[4].